# Saulnières (Eure i Loir)
Saulnières és un municipi francès, situat al departament de l'Eure i Loir i a la regió de Centre – Vall del Loira. L'any 2007 tenia 595 habitants.

## Demografia

### Població
El 2007 la població de fet de Saulnières era de 595 persones. Hi havia 208 famílies, de les quals 28 eren unipersonals (20 homes vivint sols i 8 dones vivint soles), 72 parelles sense fills, 96 parelles amb fills i 12 famílies monoparentals amb fills.
La població ha evolucionat segons el següent gràfic:
Habitants censats

### Habitatges
El 2007 hi havia 246 habitatges, 209 eren l'habitatge principal de la família, 23 eren segones residències i 14 estaven desocupats. 238 eren cases i 8 eren apartaments. Dels 209 habitatges principals, 173 estaven ocupats pels seus propietaris, 31 estaven llogats i ocupats pels llogaters i 5 estaven cedits a títol gratuït; 1 tenia una cambra, 10 en tenien dues, 26 en tenien tres, 62 en tenien quatre i 110 en tenien cinc o més. 159 habitatges disposaven pel capbaix d'una plaça de pàrquing. A 73 habitatges hi havia un automòbil i a 128 n'hi havia dos o més.

### Piràmide de població
La piràmide de població per edats i sexe el 2009 era:
| Homes | Edats   | Dones |
| ----- | ------- | ----- |
| 0     | 95 o +  | 0     |
| 0     | 90 a 94 | 0     |
| 0     | 85 a 89 | 4     |
| 0     | 80 a 84 | 0     |
| 8     | 75 a 79 | 4     |
| 12    | 70 a 74 | 4     |
| 12    | 65 a 69 | 16    |
| 8     | 60 a 64 | 4     |
| 12    | 55 a 59 | 12    |
| 12    | 50 a 54 | 16    |
| 20    | 45 a 49 | 16    |
| 28    | 40 a 44 | 20    |
| 24    | 35 a 39 | 28    |
| 24    | 30 a 34 | 28    |
| 32    | 25 a 29 | 16    |
| 8     | 20 a 24 | 16    |
| 36    | 15 a 19 | 8     |
| 24    | 10 a 14 | 8     |
| 20    | 5 a 9   | 20    |
| 24    | 0 a 4   | 16    |

## Economia
El 2007 la població en edat de treballar era de 399 persones, 296 eren actives i 103 eren inactives. De les 296 persones actives 276 estaven ocupades (150 homes i 126 dones) i 20 estaven aturades (7 homes i 13 dones). De les 103 persones inactives 35 estaven jubilades, 39 estaven estudiant i 29 estaven classificades com a «altres inactius».

### Ingressos
El 2009 a Saulnières hi havia 224 unitats fiscals que integraven 658,5 persones, la mediana anual d'ingressos fiscals per persona era de 19.030 €.

### Activitats econòmiques
Dels 13 establiments que hi havia el 2007, 1 era d'una empresa de fabricació d'elements pel transport, 1 d'una empresa de fabricació d'altres productes industrials, 2 d'empreses de construcció, 1 d'una empresa de comerç i reparació d'automòbils, 2 d'empreses de transport, 2 d'empreses d'hostatgeria i restauració, 1 d'una empresa immobiliària, 2 d'empreses de serveis i 1 d'una empresa classificada com a «altres activitats de serveis».
Dels 4 establiments de servei als particulars que hi havia el 2009, 1 era una lampisteria, 1 empresa de construcció i 2 restaurants.
L'any 2000 a Saulnières hi havia 5 explotacions agrícoles que ocupaven un total de 1.180 hectàrees.

## Equipaments sanitaris i escolars
El 2009 hi havia una escola elemental.

## Poblacions més properes
El següent diagrama mostra les poblacions més properes.